# Pearsonothuria graeffei
Pearsonothuria graeffei is een zeekomkommer uit de familie Holothuriidae.
De wetenschappelijke naam van de soort werd in 1868 gepubliceerd door Karl Semper.
De soort is te vinden in de Rode Zee, de Indische Oceaan en Grote Oceaan. Hij leeft op koraalriffen van 2 tot 40 meter diep en is dag- en nachtactief. Plaatselijk is hij algemeen.

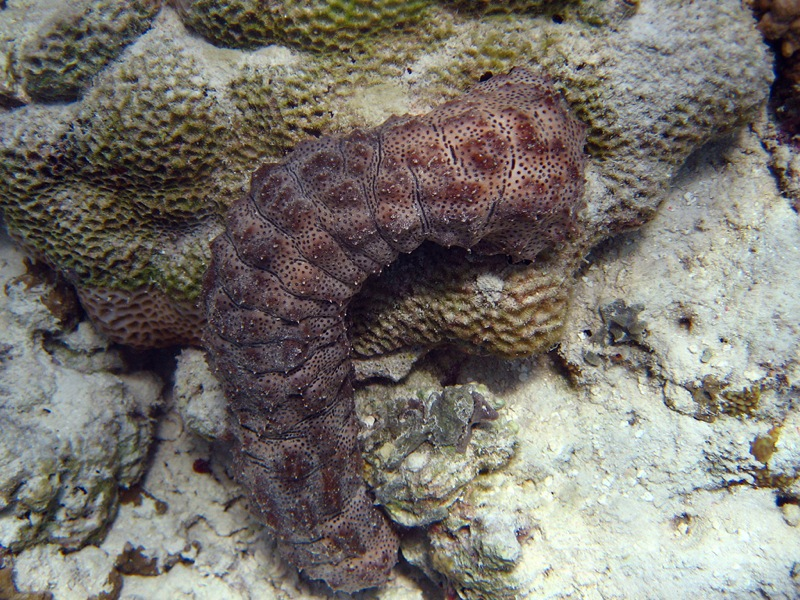
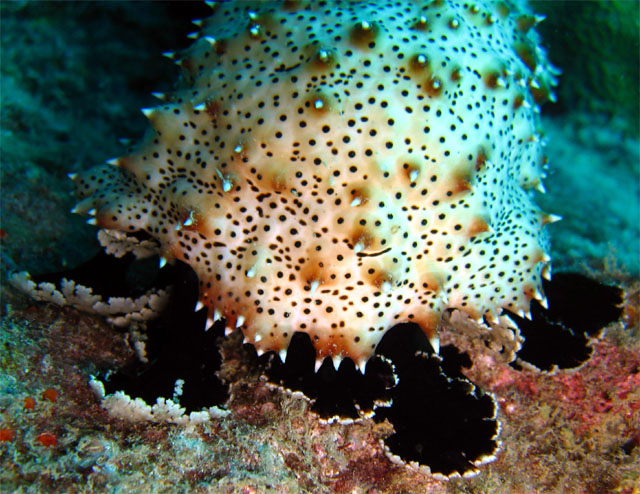
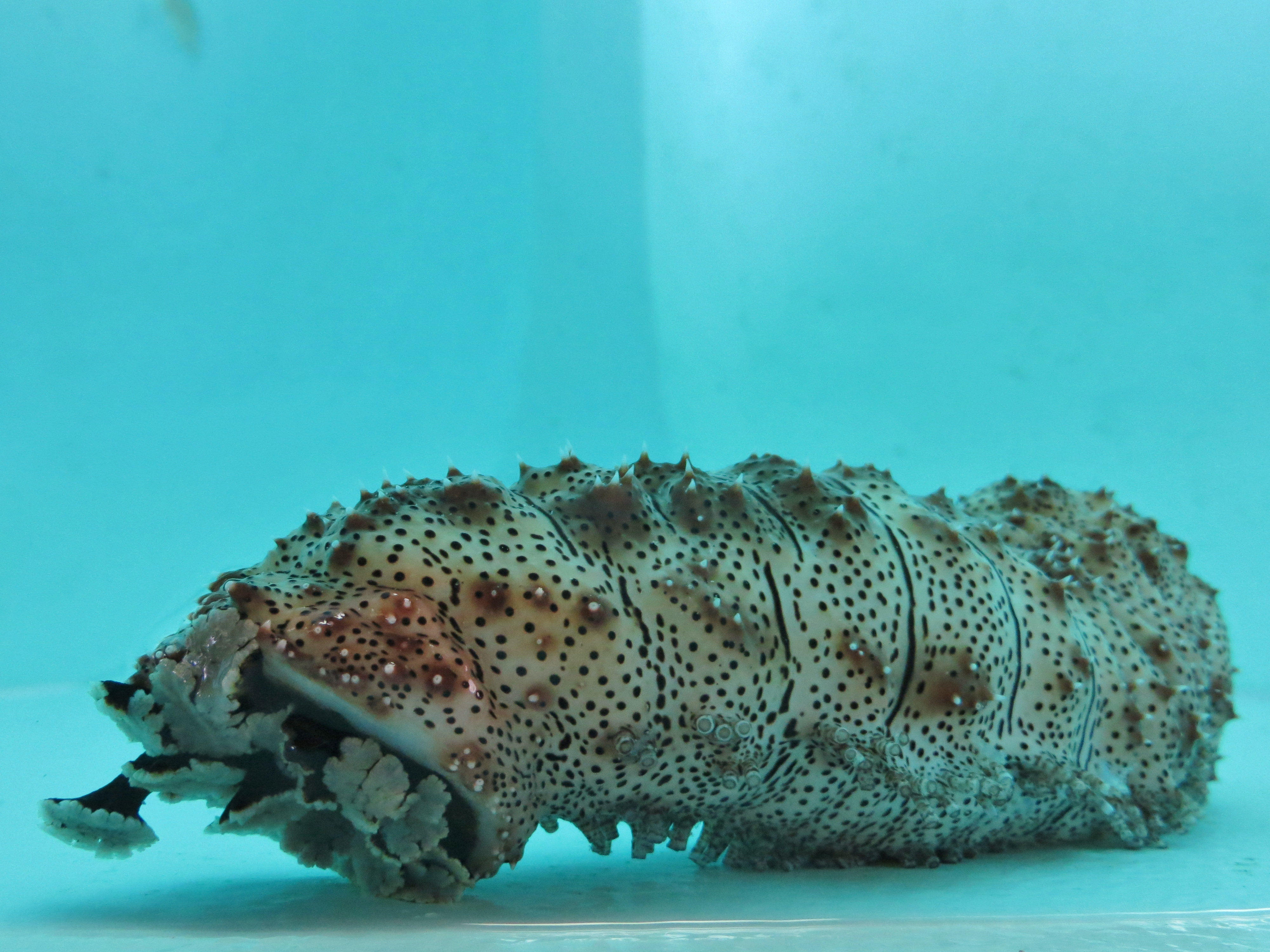

Het volwassen dier is bruin en enigszins gestekeld. De bruine kleur levert goede camouflage. Hij wordt 30 tot 35 centimeter lang, soms langer tot 50 centimeter. De juveniel heeft een heel andere kleurstelling, een mimicry van de giftige zeenaaktslakken Phyllidia coelestris en Phyllidia varicosa.

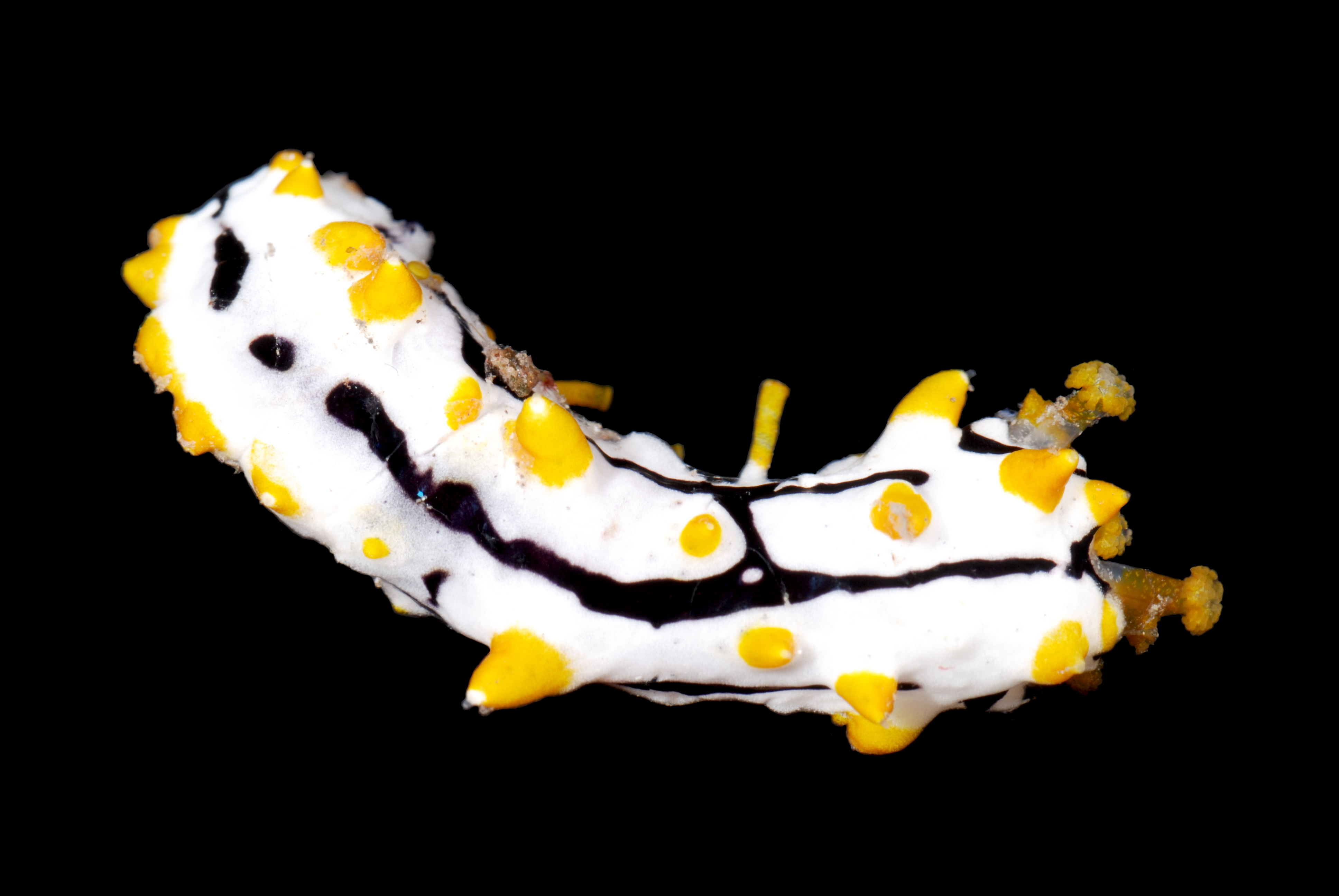
Juveniel
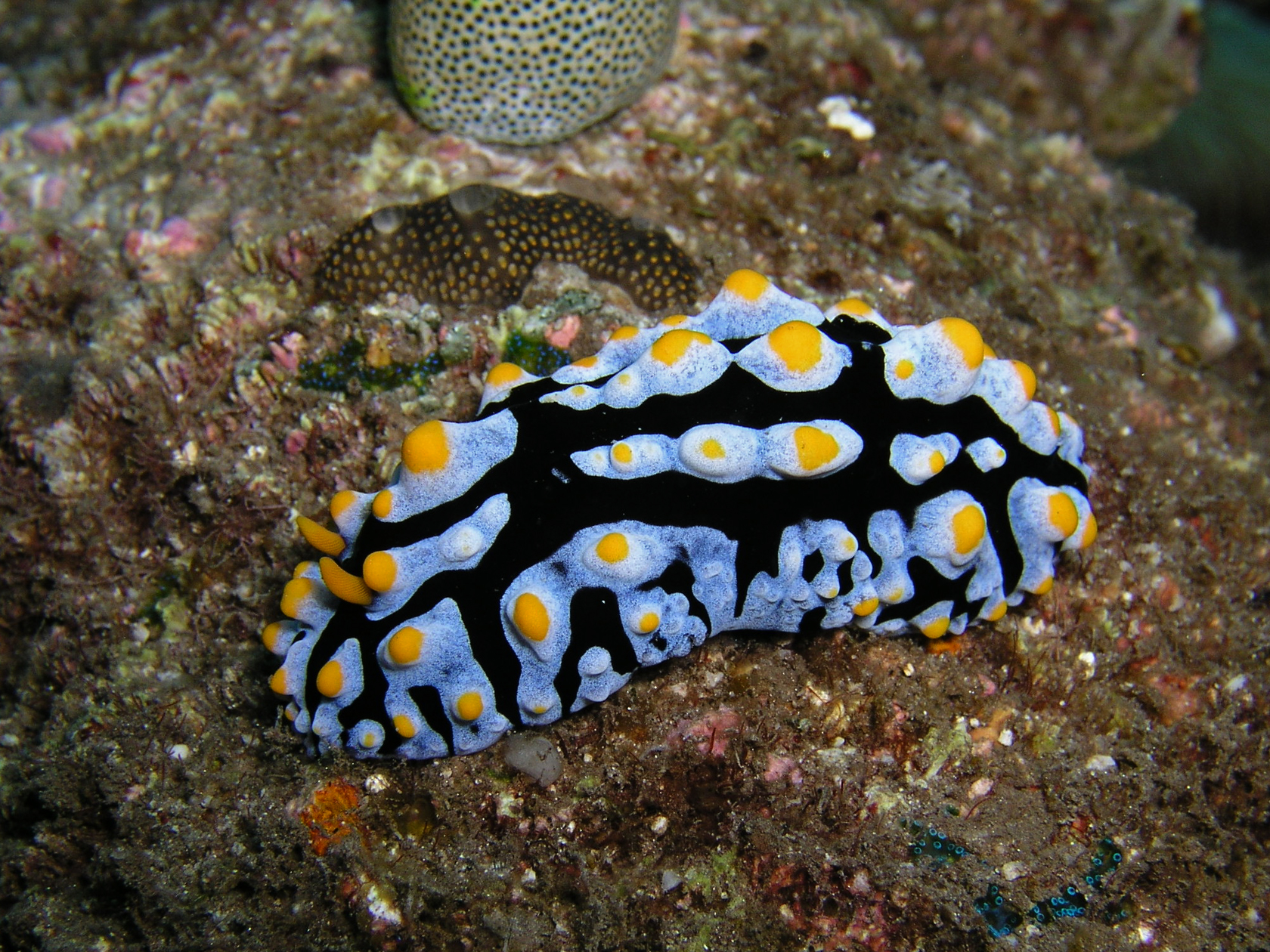
De door de juveniel nagebootste zeenaaktslak Phyllidia varicosa